# Haute cour de Jérusalem
Cet article court présente un sujet plus développé dans : Royaume de Jérusalem.

Armoiries du Royaume de Jérusalem (Croix de Jérusalem)

La Haute cour de Jérusalem est le conseil féodal du Royaume de Jérusalem, un royaume chrétien fondé au Levant en 1099 au terme de la première croisade et disparu en 1291, avec la chute de Saint-Jean-d'Acre.